# Teorien om alting (film fra 2014)
 For alternative betydninger, se Teorien om alting. (Se også artikler, som begynder med Teorien om alting)
Teorien om alting (originaltitel The Theory of Everything) er en britisk romantisk biografisk film fra 2014. Den er instrueret af James Marsh, skrevet af Anthony McCarten, og har Eddie Redmayne og Felicity Jones i hovedrollerne. Filmen er baseret på bogen Travelling to Infinity: My life with Stephen, skrevet af Jane Hawking, hvor hun fortæller om forholdet til ex-manden, den teoretiske fysiker Stephen Hawking, hans diagnose, samt hans succes inden for fysik.
Filmen havde verdenspremiere under Toronto internationale filmfestival den 7. september 2014.

## Handlingen
I 1963 møder astrofysikstudenten Stephen Hawking (Eddie Redmayne) Jane Wilde (Felicity Jones), en litteraturstudent ved Cambridge University, ved en fest, og de forelsker sig. Selv om han er  god til matematik og fysik, er hans venner og professorer bekymret over at han ikke har et emne for sin tese. Stephen og hans professor, Dennis Sciama (David Thewlis), går til en forelæsning om et  sort hul, som inspirerer Stephen til om det kan have noget at gøre med universets skabelse. Han beslutter senere at hans tese skal handle om emnet «tid».
Mens han undersøger sit emne begynder hans muskler at svækkes, som efterhånden fører til at han ofte mister balancen. 

## Medvirkende
- Eddie Redmayne som Stephen Hawking[7]
- Felicity Jones som Jane Wilde Hawking[7]
- Charlie Cox som Jonathan Jones, Janes anden ægtemand[7]
- Emily Watson som Beryl Wilde, Janes mor[7]
- Simon McBurney som Frank Hawking, Stephens far[7]
- David Thewlis som Dennis Sciama[7]
- Maxine Peake som Elaine Mason, Stephens anden kone[7]
- Harry Lloyd som Brian, Hawkings værelsekamerat[8]
- Guy Oliver-Watts som George Wilde, Janes far
- Abigail Cruttenden som Isobel Hawking, Stephens mor
- Charlotte Hope som Phillipa Hawking, Stephens søster[7]
- Lucy Chappell som Mary Hawking, Stephens søster
- Christian McKay som Roger Penrose[7]
- Enzo Cilenti som Kip Thorne[7]
- Georg Nikoloff som Isaak Markovich Khalatnikov
- Alice Orr-Ewing som Diana King, Stephens ven Basil Kings søster
- Stephen Hawking bidrager med den datageneretre Equalizer-stemme
- Nicola Victoria Buck som Cockroft gæst 2 [7]
- Frank Leboeuf som svejtsisk doktor[7]